# 洛杉磯國際機場
洛杉磯國際機場（英語：Los Angeles International Airport）是美國加州大洛杉磯地區的主要機場，位于緊鄰太平洋、距离洛杉磯市中心西南方約15英里（24公里）的埃尔塞贡多，佔地3425英畝（14平方公里）。當地人一般皆以洛杉磯國際機場的代號「LAX」來稱呼該機場（其英文讀法為每個字母个別發音）。
洛杉磯國際機場不但是加州最繁忙的客運機場，在美國也名列第二大，仅次于亚特兰大机场。就搭乘直達班機的旅客數量而言（非銜接航班），在全球眾多機場之中，洛杉磯國際機場名列前茅。以2018年服務的總旅客數量與貨物的總重來看，洛杉磯國際機場服務超過8,753萬旅客和200萬噸貨物，客運業務為全球第4大。洛杉磯國際機場是聯合航空、美國航空、達美航空、阿拉斯加航空國際與國內航線的主要航點，往來洛杉磯國際機場的航班遍及北美洲、拉丁美洲、歐洲、亞洲和大洋洲，共計連接87個美國國內機場與69個外國之機場。
洛杉矶地区其他主要民航机场包括伯班克机场、长滩机场、约翰韦恩机场（橙郡）和安大略国际机场，其低空进近管制均由南加州终端管制中心负责。

## 歷史
洛杉磯市議會於1928年選定Westchester南部佔地640英畝（2.6平方公里）的一片小麥、大麥與利馬豆的農田為該市新機場的建地。在當時，機場沒有航廈建築，而且也只有泥土跑道。該土地的交易由房地產仲介William W. Mines促成，所以起初機場命名為Mines起降場.一直到1929年，第一號機棚才正式落成啟用，該機棚現被評定為歷史地標。
在1930年，Mines起降場正式成為洛杉磯市的專用機場，在1937年，市政府收購該機場成為公營，並於1941年正式將名稱改為洛杉磯機場，隨後於1949年改名為洛杉磯國際機場（LAX）。在此之前，服務洛杉磯地區的主要機場是在格倫代爾的Grand Central機場。
起初，整個機場的場址皆位於Sepulveda大道的東邊。然而，隨著機場向西面延伸擴建到海岸線，在1953年，該段Sepulveda大道被移往地下，改建為隧道，穿越機場的跑道，機場的7號跑道則跨於隧道上方。這樣的隧道在當時是個創舉。
在1958年，當局為了「噴射機世代」（Jet Age）做好準備，聘請了Pereira與Luckman建築事務所，計畫重新設計與改建整個機場。初期的計畫由建築師Welton Becket與Paul Williams所提出。計畫主要內容是在機場的中央設立數個航廈與立體停車場，各個航廈間，則透過鋼骨與玻璃圓頂建築連接。然而，該計畫從未動工。隨後，在1961年，就在原本計畫要興建鋼骨與玻璃圓頂建築的地點，當局興建一個獨特白色的新主題地標建築，中央為一個圓盤，由四個大型弧形支柱架起，其整體外型類似有著四個起落架的飛碟，降落在該地。建築的圓盤中是一家餐廳，由該餐廳看出去，機場的景觀一覽無遺。在1992年，洛杉磯市議會將之選定為歷史文化建築，並斥資400萬美元，聘請華德迪士尼影像工廠（Walt Disney Imagineering）進行整修，室內建築風格採懷舊未來風（retro-futuristic），整建工程於Encounter餐廳1997年開幕前完工。在過去，觀光客與旅客可以搭乘電梯到該建築的屋頂觀景台，但在911恐怖攻擊後，為了安全的理由，觀景台關閉不對外開放。觀景台於2010年8月重新開放。
在1959年，第一架噴射客機正式在該機場營運，載運往來洛杉磯與紐約市的乘客。在1970年，第一架廣體噴射客機正式在該機場營運，該班機由环球航空（TWA）的波音747客機擔綱，同樣也是載運往來洛杉磯與紐約市的乘客。
在1981年，機場當局為1984年夏季奧林匹克運動會做好準備，斥資7億美元擴建機場。為了改善機場交通擁塞的情形，當局在銜接各航廈的馬蹄形道路上方興建高架橋，原本地面的道路改為入境專用，新建的高架路面則專為出境使用。擴建工程並興建了兩棟新的航廈（第一航廈與國際航廈），同時並改建了已經使用了20多年的第二航廈。除此之外，在機場的中央還興建了多個多層的立體停車場。
在1982年7月8日，兩個新的機場航廈的動土施工儀式由當時的市長湯姆·布萊德雷及第二次世界大戰空軍司令James Doolittle共同舉行。耗資1億3200萬美元，佔地963,000平方英尺的國際航廈正式於1984年6月11日啟用，航廈並用市長的名字命名（Tom Bradley Terminal）
在1996年，一棟新的航空交通管制塔台興建完工，新的塔台高為277英尺（84公尺）。新塔台興建工程耗資2900萬美元，塔台外的大型著陽板，讓塔台乍看之下像一棵椰子樹。
在2000年，洛杉磯市舉辦美國民主黨全國年會（Democratic National Convention），在年會之前，當局在機場外，Sepulveda大道與Century大道交會口，樹立了14個大型的柱子。沿著Century大道往東的方向，也樹立多個稍微短一點的柱子。柱子的材質為丙烯酸樹脂玻璃，高度達10層樓高，在柱子內部設有燈光，燈光會緩慢的變換不同虹彩的顏色，當旅客搭乘夜航班機抵達時，由空中可看到不同的地標。此為機場整體形象改進計畫的一部分。
前前後後，洛杉磯國際機場曾經為環球航空，加尼福尼亞航空（後來被美國航空收購），美國大陸航空，達美航空，太平洋西南航空（PSA），全美航空，Western航空（後來被達美航空收購）與飛虎航空（後來被聯邦快遞收購）的轉運中心。
自1990年代中期開始，當時的市長Richard Riordan與James Hahn的規劃下，計畫將洛杉磯國際機場進一步擴充更新。無奈在當時受到機場鄰近居民大力反對，原因不外乎機場營運所帶來的噪音、污染與交通問題。計劃一直延宕至2005年新任市長Antonio Villaraigosa上任後，經過他的斡旋，與居民達成協議，部分更新工程得以開始進行。當局認為，此更新工程對機場在未來業務與運量的成長有所助益。
在2006年7月29日，7號右跑道（25號左跑道）關閉進行整修，於2007年3月25日重新啟用。整修工程將該跑道往南移55英呎以減少跑道侵入的情形，同時並加強跑道結構以便空中巴士A380可以起降。此外，與其他三條舊的跑道所不同的是，新的跑道設有新的排水系統與跑道燈光。由於25號左跑道向南遷，在25號左跑道與右跑道中間得設立一條滑行道，於2008年啟用。
在2006年9月18日，洛杉磯市機場管理局（LAWA）計畫耗資5億300萬美元改建Tom Bradley國際航廈。改建工程包括新的空調系統、電力系統、電梯、手扶梯與行李轉盤，其中還包括數位告示牌，可以根據班機的到離動態，自動更新顯示訊息。同時，該工程計畫在航廈地下的行李運轉系統中，加裝一套大型的爆裂物偵測機。美國聯邦政府將資助建設該測測機所需一半的資金。
據洛杉磯時報在2007年2月的報導，因為機場航廈設備老舊，多數航空公司開始漸少來往洛杉磯國際機場的班機，並將航次轉移到其他機場，例如舊金山國際機場與拉斯維加斯麥卡倫國際機場。以Tom Bradley國際航廈為例，該航廈已經營運22年但卻從未更新。有關當局為回應該報導，即刻宣布了一個5億美元的國際航廈整建工程。
在2007年3月19日，空中巴士A380客機首次抵達洛杉磯機場，降落在24號左跑道。在此之前，機場當局曾極力爭取，讓洛杉磯機場與紐約甘迺迪國際機場同時成為空中巴士A380客機首航美國的機場。
在2007年8月15日，洛杉磯市議會通過一筆美金12億元的預算，用於在建設10個全新可服務A380的登機門。連同在1980年代所建的登機門，新的登機門將設在國際航廈的西邊。屆時旅客將可搭乘位於地下層的旅客捷運系統往來這些登機門。此一整建計畫預定於2012年完工啟用。
據洛杉磯時報在2008年3月31日報導指出，國際航空公司紛紛增加往來洛杉磯機場國際航廈的班次，其中有的是增加繼有的航線，有的則是新的航點。這一波的調整，主要是因為當時美元走弱，前往美國旅行的外國旅客劇增所致。除此之外，意大利航空，V Australia航空與阿聯酋國際航空開始加入往來洛杉磯機場服務的航線。據稱，這些航空公司捨棄其他該區域內的國際機場，如舊金山國際機場，而選擇洛杉磯機場的原因，是因為他們認為南加州的市場較有潛力。
一些既有的航空公司，如大韓航空、澳洲航空、中國國際航空與法國航空，均增加新的航線。巴西籍的航空公司TAM航空與OceanAir航空，更計畫加入洛杉磯機場。後者計畫往來洛杉磯與倫敦的全商務艙班機。這些新的航次為機場營運改進計畫的一環。新增加的航線再度鞏固洛杉磯國際機場在美國西岸的重要國際樞紐地位。

### X的由來
在1930年代，機場的簡稱都只有兩個英文字母，慣例是根據在機場的氣象站名稱來決定。但是隨著航空業蓬勃的發展，兩個字母已不敷使用，於是簡稱改成三個英文字母。所以，早先洛杉磯國際機場的英文簡稱為LA，但後來改成LAX。其中字母X並沒有特別的涵意。

## 设施

### 飞行区
机场飞行区被分为南场坪和北场坪，北场设有24R/06L和24L/06R跑道，南场设有25R/07L和25L/07R跑道，大部分机场设施位于两场坪之间。
| 西     | 长度               | 宽度         | 东    |
| ------ | ------------------ | ------------ | ----- |
| 06L →  | 8,926英尺 2,721米  | 150英尺 46米 | ← 24R |
| 06R →  | 10,885英尺 3,318米 | 150英尺 46米 | ← 24L |
| 航站楼 |                    |              |       |
| 07L →  | 12,923英尺 3,939米 | 150英尺 46米 | ← 25R |
| 07R →  | 11,095英尺 3,382米 | 200英尺 61米 | ← 25L |

洛杉矶机场西侧为太平洋，其他三面被居民区包围。机场于1972年起实施《优先跑道使用政策》以降低噪音对周围居民区的影响。机场常年（约90%）使用西风运行：起飞航机向西离场飞入太平洋洋面，降落航机自东侧进近。为降低噪音和滑行距离，起飞飞机使用内侧的06R/24L和07L/25R跑道；降落飞机使用外侧的跑道降落。机场在夜间（晚上10点至早上7点）基本仅使用内侧跑道起降，同时降落航机（午夜至早上6:30）在深夜期间亦从西侧太平洋上空进近。当西风运行因天气原因（尤其是刮聖塔安那風期间）不可行时，机场实施东风运行。
机场南场坪除客机外，因其南侧设有货运区因此比北场坪承接更多起降航机。2007年07R/25L向南迁移55英尺（17），原跑道改为两跑道间的滑行道。机场曾计划对北场的跑道实施类似计划，但因周围居民反对而于2016年取消，原预留区块改建为公园。

### 航站楼

洛杉矶机场航站楼分布图

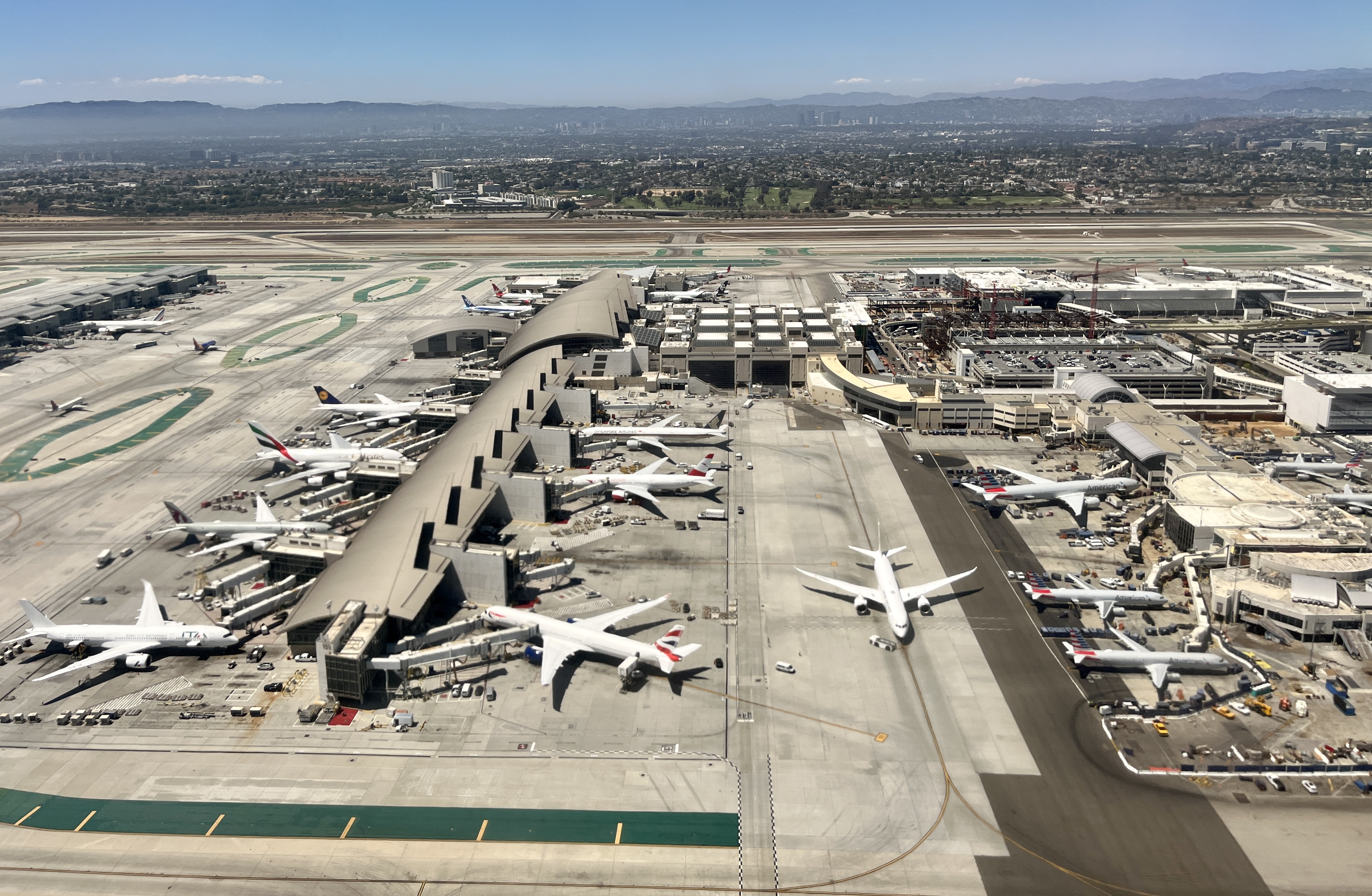
TBIT和第四航站楼

洛杉矶国际机场的航站楼呈U形状排布，拥有超过150个登机口。机场陆侧有穿梭巴士连接各航站楼；空侧则建有行人通道。洛杉矶国际机场旅客自动输送系统预计将于2025年，连接各航站楼陆侧及航站区外的LAX综合租车中心、停车场、巴士站及洛杉磯軌道交通LAX/地铁公共交通中心。
- 1号航站楼为西南航空基地，并设有其他北美和加勒比部分航司的值机柜台。航站楼间于1984年，并于2018年、2021年改扩建[16]，设有14个登机口[17]。
- 2号航站楼和3号航站楼为达美航空枢纽；2号航站楼还保障西捷航空，3号航站楼还保障墨西哥国际航空（仅值机）[18]。其中2号航站楼重建于1984年[19]，设有12个登机口[20]，并设有入境设施；3号航站楼建于1961年，并曾于1970年、1980年[21]、2020年扩建[22]，设有14个登机口。
- 4号航站楼和5号航站楼为美国航空枢纽；5号航站楼还保障捷蓝航空、精神航空等[18]。其中4号航站楼建于1961年，并于1983年[21][23]、2002年扩建，设有16个登机口[24]；5号航站楼建于1962年，并于1986年改扩建，设有15个登机口[25]。
- 6号航站楼为阿拉斯加航空的枢纽，同时保障加拿大航空、波特航空和其他小型区域航空[18]。航站楼建于1963年，并曾于1970年代、1982年[26][27]、2011年[28]和2021年[29]扩建和翻新，目前设有14个登机口[30][31]。
- 7号航站楼和8号航站楼为联合航空枢纽[18]。其中7号航站楼建于1961年，并于2017年进行最近一次翻新，设有13个登机口[32]。到达层设有入境区域保障第6、7航站楼国际到达航班；8号航站楼随1984年夏季奥运会于1982年重建，设有8个登机口[33]。
- 汤姆·布拉德利国际航站楼 (英語：Tom Bradley International Terminal, TBIT)，别号B航站楼（英語：Terminal B）[18]，设四十个登机口（130-225）[34]，主要保障境外航司。目前的TBIT航站楼于2013年-2015年翻新启用[35][36]。
  - 2017年2月27日开工新建“汤姆·布拉德利国际机场西大厅”，2021年5月1日投运[37]。

### 主题馆

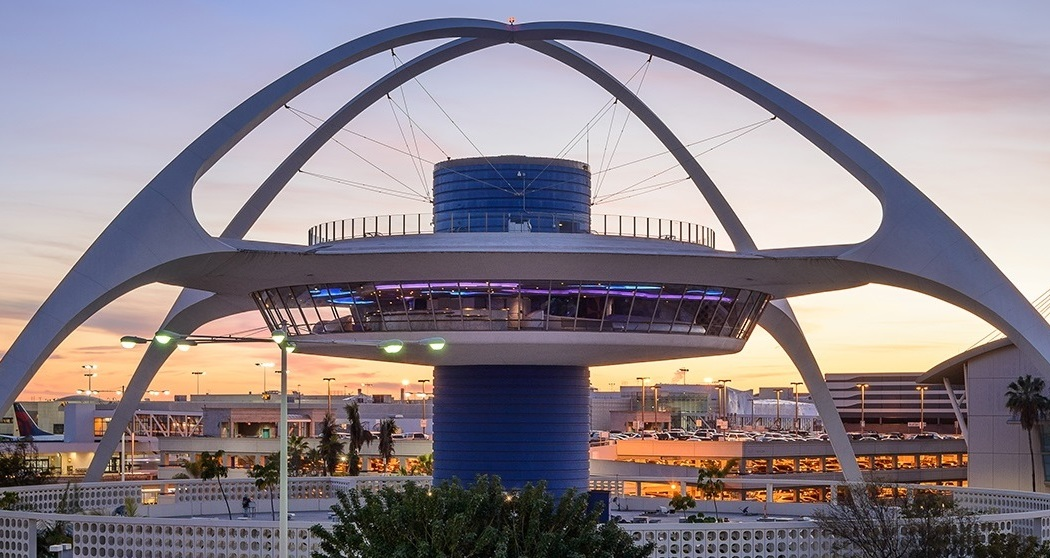
主题馆

主题馆是古奇建築，建于1961年，形似四足着地的飞碟。1992年，洛杉矶市议会将这座建筑指定为洛杉矶历史文化纪念建筑；并耗资400万美元翻修，采用由华特迪士尼幻想工程设计的复古未来主义的内饰和电灯。
在两座拱门下方结构曾经设有一座餐厅和一个观景台，可以一览机场全景。观景台于911事件后关闭，餐厅亦已于2013年停业。建筑地面上设有一座9/11袭击受害者纪念碑。事件中四架被劫持的飞机中有三架原本的目的地为洛杉矶。鲍勃·霍普联合劳军组织中心于2018年扩建并搬迁至主题馆一楼。

## 航空公司與航點

### 客运
洛杉磯國際機場共有9個航廈，排列成馬蹄形，其中由接駁巴士接送往來旅客。除了旅客航廈外，洛杉磯國際機場另有佔地200萬平方英尺（18.6萬平方公尺）的貨運設施，並設有一個直升機起降場。
| 航空公司                           | 目的地 | 航站樓  |
| ---------------------------------- | --- | ------- |

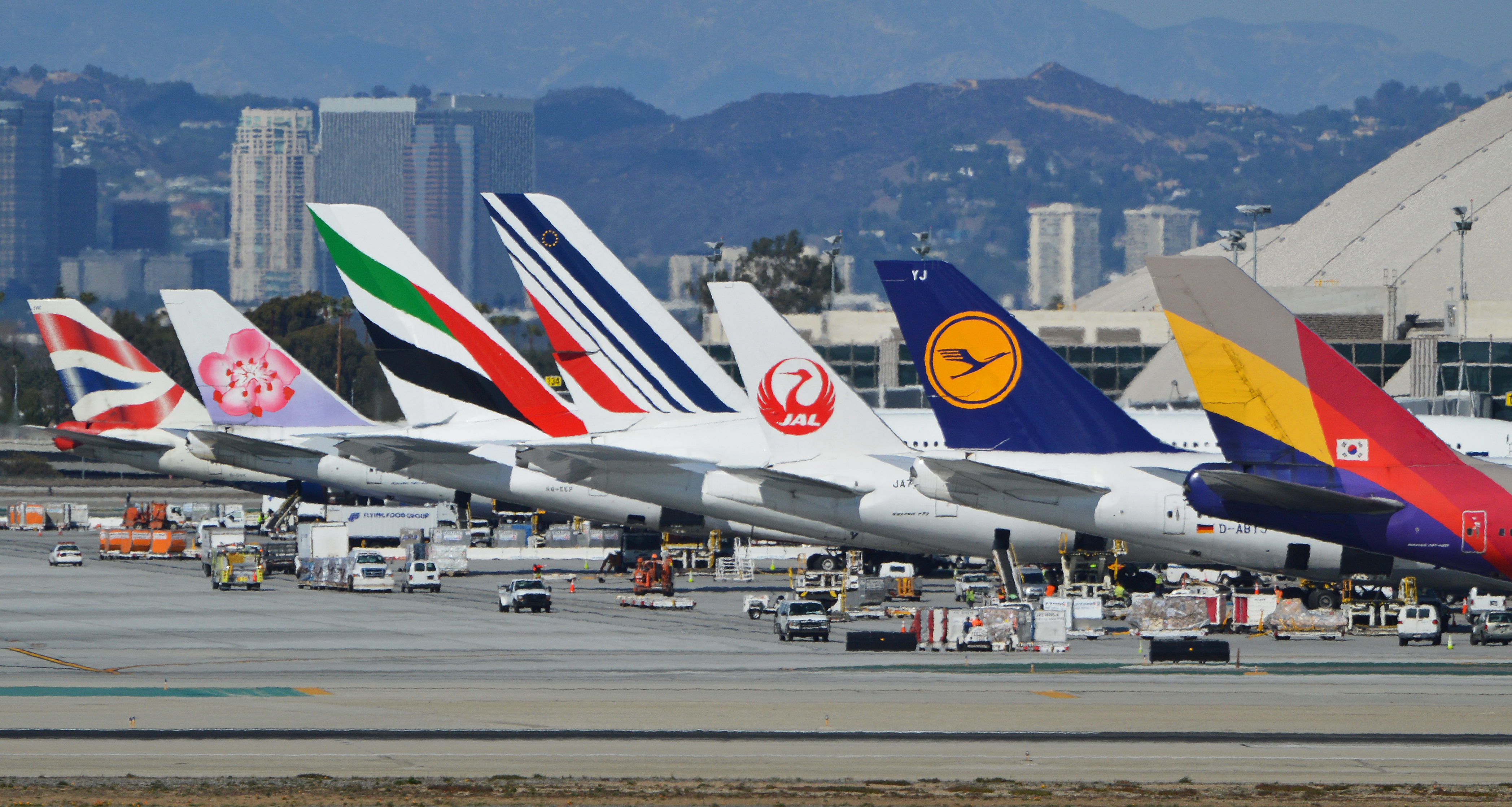
国际班机在Tom Bradley国际航站楼（TBIT）前排队

| 美国航空 (AA)                      | 亚特兰大、奥斯汀、伯利茲市、波士顿、夏洛特、芝加哥-奥黑尔、哥伦布（俄亥俄州）、达拉斯/沃斯堡、瓜達拉哈拉 (墨西哥)、哈特福、檀香山、印第安纳波利斯、坎昆、卡胡卢伊、凱盧阿-科纳、拉斯维加斯、利胡埃、伦敦-希思路、墨西哥城、迈阿密、纳什维尔、新奥爾良、纽约-甘迺迪、奥马哈、奥兰多、費城、鳳凰城、匹兹堡、巴亞爾塔港、罗利/达拉姆、圣路易斯、旧金山、圣荷西（墨西哥）、圣保罗-瓜鲁柳斯、西雅圖/塔科馬、悉尼、坦帕、东京-羽田、多伦多-皮尔逊、华盛顿-杜勒斯、华盛顿-里根 季节性：安克拉治、奧克蘭、基督城、伊格爾/韋爾、蒙特哥貝                                                              | 4,5     |
| 美鹰航空                           | 阿爾伯克基、丹佛、艾爾帕索、尤金、費耶特維爾/本頓維、弗雷斯諾、休斯敦-洲際、馬薩特蘭、梅德福、蒙特羅斯、俄克拉何馬城、鳳凰城、波特蘭、雷諾/太浩、沙加緬度、盐湖城、聖安東尼奧、聖地牙哥、圣何塞、西雅圖/塔科馬、土桑、温哥华 季節性：阿斯彭、奧斯汀、博茲曼、杜蘭戈、弗拉格斯塔夫 (亞利桑那州)、雷德蒙德/馬蹄灣、三藩市 | 4       |
| 达美航空 (DL)                      | 阿姆斯特丹、亚特兰大、伯利兹、波士顿、坎昆、辛辛那提、哥伦布（俄亥俄州）、底特律、瓜达拉哈拉、危地马拉城、檀香山、香港（2026年6月7日開辦）、印第安纳波利斯、锡瓦塔内霍 、伊斯塔帕/芝華塔尼歐、卡胡卢伊、凱魯瓦－科納、拉斯维加斯、锡劳、利胡埃、馬薩特蘭、孟菲斯、迈阿密、墨西哥城、明尼阿波利斯/圣保罗、纳什维尔、新奥尔良、纽约-甘迺迪、奧克蘭(美國)、奥兰多、巴黎-戴高乐、鳳凰城、波特蘭（俄勒岡州）、巴亞爾塔港、罗利/达拉姆、沙加緬度、盐湖城、聖地牙哥 (加利福尼亞州)、圣何塞、洛斯卡沃斯、圣萨尔瓦多、西雅图/塔科马、悉尼、坦帕、东京-羽田 季节性：奧斯汀、堪薩斯城、利韦里亚、馬拿瓜 | 2, 3    |
| 达美连接航空                       | 奥斯汀、博伊西、达拉斯/沃斯堡、丹佛、堪萨斯城、拉斯维加斯、蒙特雷、凤凰城、萨克拉门托、圣安东尼奥、圣迪哥、三藩市、圣何塞、斯波坎、土桑 季节性：阿斯彭、阿斯彭、博兹曼、杰克逊（怀俄明州）、卡利斯佩爾、米苏拉、森瓦利 | 2, 3    |
| 联合航空 (UA)                      | 北京、波士顿、坎昆、芝加哥-奥黑尔、克利夫兰、丹佛、希洛、檀香山、休斯顿-洲际、卡胡卢伊、凱魯瓦－科納、拉斯维加斯、利胡埃、伦敦-希思路、墨尔本、墨西哥城、新奥尔良、纽约-肯尼迪、纽约-纽瓦克、奥兰多、巴亚尔塔港、旧金山、圣荷西（墨西哥）、悉尼、东京-成田、香港、上海、华盛顿-杜勒斯 季节性：奧斯汀、巴爾的摩、達拉斯/沃斯堡、鳳凰城、聖安東尼奧、西雅图/塔科马、溫哥華 | 6, 7, 8 |
| 联航快运                           | 阿尔伯克基、奥斯汀、博伊西、科罗拉多泉、达拉斯/沃斯堡、阿克塔、弗雷斯诺、拉斯维加斯、雷昂/德尔巴乔、梅德福、明尼阿波利斯、棕榈泉、凤凰城、雷諾/太浩、萨克拉门托、盐湖城、圣迪哥、圣路易斯-奥比斯堡、圣芭芭拉、西雅图/塔科马、图森、温哥华 季节性：巴亞爾塔港、博兹曼、海登/斯廷博特斯普林斯、傑克遜 (懷俄明州)、法艾特、米蘇拉、杰克逊、蒙特罗斯 | 7, 8    |
| 捷蓝航空 (B6)                      | 波士顿、水牛城、劳德代尔堡、纽约-甘迺迪 | 5       |
| 阿拉斯加航空 (AS)                  | 安克雷奇、巴爾的摩、博伊西、波士顿、芝加哥-奥黑尔、达拉斯-洛夫、佩恩、勞德岱堡、瓜達拉哈拉、檀香山、伊斯塔帕/芝華塔尼歐、卡胡盧伊、拉斯维加斯、利韋里亞、洛雷托、馬麥斯湖、曼薩尼約、馬薩特蘭、墨西哥城、紐約-甘迺迪、紐約-紐瓦克、奥蘭多、費城、波特兰（俄勒冈州）、聖荷西（墨西哥）、圣荷西、巴亞爾塔港、盐湖城、聖荷西 (加利福尼亞州)、三藩市、洛斯卡沃斯、西雅图/塔科马、华盛顿-杜勒斯、华盛顿-里根 | 6       |
| 阿拉斯加航空 (AS) 由地平綫航空營運 | 埃弗里特 (华盛顿州), 马麦斯湖、梅德福、蒙特雷、圣罗莎 季节性：吉納森、太阳谷 | 6       |
| 夏威夷航空 (HA)                    | 檀香山、卡胡卢伊 季节性：科纳、利胡埃 | 5       |
| 西南航空 (WN)                      | 阿尔伯克基、亚特兰大、奥斯汀、巴尔的摩、坎昆、芝加哥-中途、达拉斯-洛夫、丹佛、艾尔帕索、休斯顿-霍比、印第安納波利斯、堪萨斯城、拉斯维加斯、利韋里亞、密尔沃基、纳什维尔、新奥尔良、奥克兰（美国）、凤凰城、匹茲堡、波特蘭、里诺、沙加緬度、圣路易斯、盐湖城、圣安东尼奥、旧金山、圣何塞、图森 季节性：奥马哈 | 1       |
| 边疆航空 (F9)                      | 亞特蘭大、丹佛、拉斯维加斯 季節性:辛辛那堤、費城、凤凰城 | 5       |
| 忠实航空 (G4)                      | 贝灵厄姆、博伊西、辛辛那提、尤金、梅德福、普若佛、土爾沙 季节性：比灵斯、博茲曼、东爱荷华、得梅因、大急流城、费耶特维尔、大章克申、大瀑布城、愛達荷佛斯、卡利斯佩尔、小石城、麦卡伦（德州）、孟菲斯、米苏拉、蒙特罗斯、苏瀑、春田市、三城(華盛頓)、塔爾薩、威奇托 | 5       |
| 精神航空 (NK)                      | 亞特蘭大、巴爾的摩、克里夫蘭、芝加哥-奥黑尔、达拉斯/沃斯堡、丹佛、底特律、劳德代尔堡、休斯顿-洲际、堪薩斯城、拉斯维加斯、新奥爾良、奧克蘭(美國)、費城、匹茲堡、坦帕 | 5       |
| 太陽城航空 (SY)                    | 明尼阿波利斯 季節性：檀香山 | 5       |
| 莫庫利利航空 (MW)                  | 埃爾森特羅 | 6       |
| 加拿大航空 (AC)                    | 溫哥華、蒙特利尔、多伦多-皮尔逊 | 6       |
| 西捷航空 (WS)                      | 卡加利、埃德蒙頓、多倫多-皮爾遜、温哥华 | 2       |
| 波特航空 (PD)                      | 多倫多-皮爾遜 | -       |
| 墨西哥國際航空 (AM)                | 瓜达拉哈拉、里昂/巴希奧、墨西哥城 | 2       |
| 沃拉里斯航空 (Y4)                  | 阿瓜斯卡连特斯, 瓜达拉哈拉, 墨西哥城、莫雷利亚, 萨卡特卡斯 季節性：巴亞爾塔港 | 2       |
| 愉快空中巴士航空 (VB)              | 瓜達拉哈拉、墨西哥城 |         |
| 薩爾瓦多哥伦比亚航空 (TA)          | 聖薩爾瓦多 |         |
| 哥斯达黎加哥伦比亚航空 (LR)        | 聖荷西、瓜地馬拉城、聖薩爾瓦多 |         |
| 哥斯達黎加沃拉里斯航空 (Q6)        | 瓜地馬拉城、聖薩爾瓦多、聖何塞 (哥斯達黎加) |         |
| 巴拿馬航空 (CM)                    | 巴拿马城 | TBIT,3  |
| 哥倫比亞航空 (AV)                  | 波哥大 | 3       |
| 秘鲁南美航空 (LP)                  | 利马 | TBIT    |
| 智利南美航空 (LA)                  | 利马、圣地亚哥 | TBIT    |
| 中华航空 (CI)                      | 台北-桃园 | TBIT    |
| 长荣航空 (BR)                      | 台北-桃园 | TBIT    |
| 星宇航空 (JX)                      | 台北-桃园 | TBIT    |
| 中国国际航空 (CA)                  | 北京-首都、深圳 | TBIT    |
| 中国东方航空 (MU)                  | 上海-浦东 | TBIT    |
| 中国南方航空 (CZ)                  | 广州 | TBIT    |
| 四川航空 (3U)                      | 成都-天府、杭州 | TBIT    |
| 廈門航空 (MF)                      | 廈門 | TBIT    |
| 國泰航空 (CX)                      | 香港 | TBIT    |
| 日本航空 (JL)                      | 东京-羽田、东京-成田、大阪-关西 | TBIT    |
| 全日本空輸 (NH)                    | 东京-羽田、东京-成田 | TBIT    |
| 大韩航空 (KE)                      | 首尔-仁川 | TBIT    |
| 韩亚航空 (OZ)                      | 首尔-仁川 | TBIT    |
| 普萊米婭航空 (YP)                  | 首尔-仁川 | TBIT    |
| 新加坡航空 (SQ)                    | 新加坡、东京-成田 | TBIT    |
| 菲律宾航空 (PR)                    | 马尼拉、宿务 | TBIT    |
| 沙特阿拉伯航空 (SV)                | 季节性：吉达 | TBIT    |
| 卡塔尔航空 (QR)                    | 多哈 | TBIT    |
| 阿提哈德航空 (EY)                  | 阿布扎比 | TBIT    |
| 阿联酋航空 (EK)                    | 迪拜 | TBIT    |
| 以色列航空 (LY)                    | 特拉维夫 | TBIT    |
| 土耳其航空 (TK)                    | 伊斯坦布尔-阿塔蒂尔克 | TBIT    |
| 大溪地航空 (TN)                    | 帕比提、巴黎-戴高乐 | TBIT    |
| 斐济航空 (FJ)                      | 楠迪 | TBIT    |
| 新西兰航空 (NZ)                    | 奥克兰、拉罗汤加 | TBIT    |
| 澳洲航空 (QF)                      | 布里斯班、墨爾本、悉尼 | TBIT    |
| 英国航空 (BA)                      | 伦敦-希思罗 | TBIT    |
| 维珍航空 (VS)                      | 伦敦-希思罗 | 2       |
| 愛爾蘭航空 (EI)                    | 都柏林 | 2       |
| 法国航空 (AF)                      | 巴黎-戴高乐、帕比提 | TBIT    |
| 荷兰皇家航空 (KL)                  | 阿姆斯特丹 | TBIT    |
| 汉莎航空 (LH)                      | 法兰克福、慕尼黑 | TBIT    |
| 神鷹航空 (DE)                      | 季节性：法兰克福 | TBIT    |
| 奧地利航空 (OS)                    | 季节性：維也納 | TBIT    |
| 瑞士国际航空（LX）                 | 苏黎世 | TBIT    |
| 西班牙國家航空 (IB)                | 马德里 | TBIT    |
| 水平航空 (IB)                      | 巴塞罗那 | -       |
| ITA航空（AZ）                      | 罗马-菲乌米奇诺 | TBIT    |
| 北歐航空（SK）                     | 哥本哈根 | TBIT    |
| 北歐大西洋航空（N0）               | 伦敦-盖特威克 季节性：雅典、巴黎-戴高樂、羅馬-法林明高 | TBIT    |
| 芬蘭航空（AY）                     | 赫爾辛基 | TBIT    |

### 包機
| 航空公司     | 目的地 |
| ------------ | ------ |
| 跨洲航空     | 包機   |
| 邁阿密航空   | 包機   |
| 全能國際航空 | 包機   |
| 瑞士私人航空 | 包機   |

### 货运

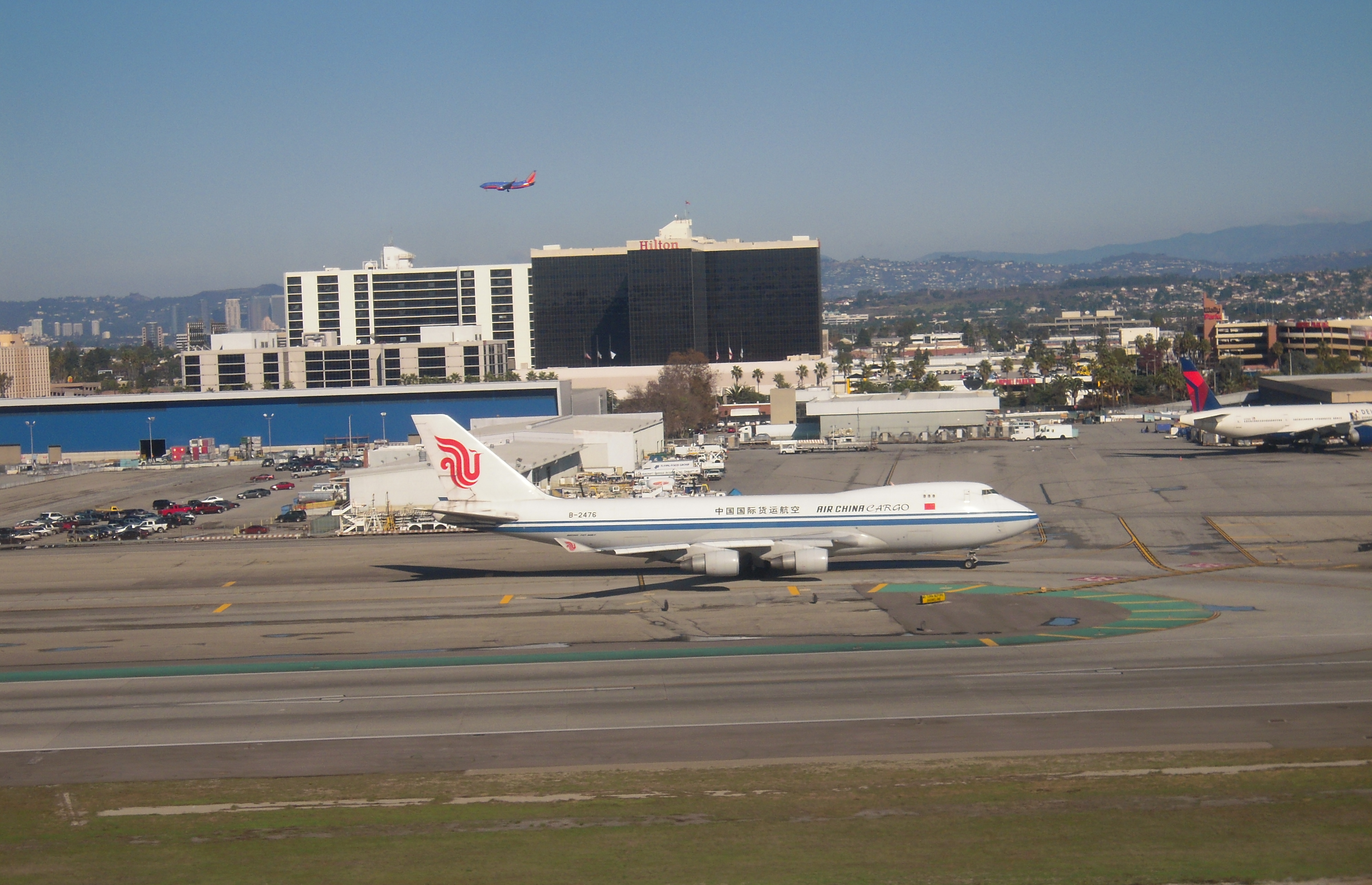
中国国际货运航空的波音747-400F型货机在洛杉矶国际机场滑行

| 航空公司             | 目的地                                                                                    |
| -------------------- | ----------------------------------------------------------------------------------------- |
| ABX Air              | 辛辛那提, 瓜达拉哈拉, 墨西哥城, 波特兰（俄勒冈州）, 旧金山, 圣何塞, 西雅图-波音           |
| 空運國際（ATI）      | 托莱多                                                                                    |
| Ameriflight航空      | 凤凰城, 图森                                                                              |
| 联邦快递航空         | 奥克兰, 沃斯堡, 檀香山, 印第安纳波利斯, 孟菲斯, 纽约-纽瓦克, 奥克兰（美国）, 圣迪哥, 悉尼 |
| 佛罗里达西部国际航空 | 波哥大                                                                                    |
| 卡利塔航空           | 檀香山, 首尔-仁川                                                                         |
| 亚特拉斯航空         | 费尔班克斯, 关岛, 香港                                                                    |
| 博立貨運航空         | 安克雷奇, 辛辛那提/北肯塔基, 首尔-仁川, 上海-浦东, 香港                                   |
| 联合包裹航空         | 达拉斯/沃斯堡, 路易斯维尔                                                                 |
| 联盟货运航空         | 瓜达拉哈拉, 锡劳, 墨西哥城, 阿波达卡                                                      |
| 马斯航空             | 瓜达拉哈拉, 梅里达, 墨西哥城, 塔巴维拉, 坎皮纳斯-维拉科伯斯                               |
| 中国国际航空货运     | 北京-首都                                                                                 |
| 中国货运航空         | 上海-浦东                                                                                 |
| 中国南方航空货运     | 上海-浦东, 温哥华                                                                         |
| 南方航空             | 莱比锡/哈雷                                                                               |
| 扬子江快运           | 上海-浦东                                                                                 |
| 国泰货运             | 安克雷奇, 香港, 墨西哥城, 旧金山, 温哥华                                                  |
| 长荣航空             | 安克雷奇, 旧金山, 台北-桃园                                                               |
| 中华航空货运         | 安克雷奇, 大阪-伊丹, 旧金山, 台北-桃园                                                    |
| 日本货物航空         | 东京-成田                                                                                 |
| 大韩航空货运         | 安克雷奇, 旧金山, 首尔-仁川, 东京-成田                                                    |
| 韩亚航空货运         | 首尔-仁川                                                                                 |
| 新加坡航空货运       | 安克雷奇, 布鲁塞尔, 芝加哥-奥黑尔, 达拉斯/沃斯堡, 香港                                    |
| 阿联酋航空           | 哥本哈根, 迪拜-阿勒马克图姆, 墨西哥城, 萨拉戈萨                                           |
| 汉莎航空货运         | 法兰克福                                                                                  |
| 卢森堡货运航空       | 卡尔加里, 格拉斯哥, 印第安纳波利斯, 卢森堡, 墨西哥城                                      |

## 機場交通

### 公路
駕車往來洛杉磯國際機場，可經由405号州际公路Century大道出口，或105号州际公路Sepulveda大道出口抵達。

### 轨道交通
洛杉矶轨道交通目前無法直接抵達乘洛杉磯國際機場，但是可先搭乘洛杉矶轻轨C线、K线抵達LAX／地鐵交通中心，再轉乘免費機場接駁巴士前往機場。接駁巴士班次為每10分鐘一班。
早在原本的規劃案中，C線可直接抵達機場。然而，受到機場外圍停車業者的抗議，與施工經費短缺，計劃因而延後。
洛杉矶国际机场正在建设一个旅客自动输送系统，来在机场内航站楼间和对外运输乘客及员工。将由洛杉矶世界机场设计、建设及运营。

### 機場巴士
自2006年3月15日起，機場管理處開始了往來市區與機場的接駁巴士服務LAX FlyAway。。四處發車點如下：
1. 市中心聯合車站（Union Station）。單程票價為美金10元。
2. 位於Van Nuys機場旁。單程票價為美金8元。
3. Westwood加州大學洛杉磯分校36號停車場旁。單程票價為美金10元。
4. 聖莫尼卡（Main街與Pico大道）[46]單程票價為美金10元。
5. 好萊塢 (好萊塢大道6244號)[47]單程票價為美金8元。

### 停車場
洛杉磯國際機場外圍之停車場眾多，其收費價格大致以該停車場據機場之遠近而定。所有的停車場均提供往來機場各航廈的接駁服務。

### 計程車與機場接送服務
旅客也可乘搭由Authorized Taxicab Supervision Inc.（ATS）所規管的9家計程車進出機場。在繁忙時間，過百輛計程車排隊等候前往中央客運大樓接載搭客。除計程車外，有些私人出租車也有提供接送服務。

## 其他设施

### Flight Path博物馆
Flight Path博物馆位于機場南邊Imperial公路旁，其前身為"西方帝國航廈"（West Imperial Terminal），當時為許多專機航班所使用。如德國的Condor航空與米高梅公司的MGM Grand航空。在1980年代MGM Grand Air以豪華的客機載運其高級會員往來洛杉磯與紐約約翰甘迺迪機場，當時所使用的客機是麥道DC-8與波音727，全艙均是頭等艙配置。後來，航廈停用了10年，直至2002年11月，洛杉磯機場委員會通過由Flight Path基金會使用該航廈為教育展示中心。
該教育展示中心展示內容包括航空的歷史，機場的照片，飛機模型，空中服務員的制服，還有航空公司小贈品，舉凡普克牌，瓷器餐具，雜誌等等。連環球航空登機門的標誌也在展示之列。該中心資深導覽員通常是退休的空服員或機場的前資深員工。在造訪該中心時，不仿試著詢問他們，有時他們會樂意打開其中一個機場禁區的入口，讓你在跑道短牆旁照張機場南面的風光。

## 與洛杉磯機場有關的事故
- 1956年6月30日大峽谷空中相撞事件：環球航空2號，一架飛往堪薩斯市機場的洛克希德L-1049超級星座式班機，與聯合航空718號，一架飛往美國芝加哥中途國際機場的道格拉斯DC-7班機，先後在三分鐘的間隔內由洛杉磯國際機場起飛離場。在飛經亞利桑那州大峽谷之非管制空域時，兩架班機相撞，事故共造成128人罹難。
- 1969年1月13日，一架飛自西雅圖正準備要近場的北歐航空麥道DC-8班機（航班編號SK933），於當地時間晚間7時21分，墜毀在距離機場西邊約6哩的聖塔莫尼卡海灣。班機上載有9名機組員與36名乘客，事故造成3名機組員與12名乘客溺斃。
- 1969年1月18日，一架聯合航空波音727-22C型班機（機身編號N7434U），於當地時間晚上6時21分，墜毀在距離機場西邊約11.3哩的聖塔莫尼卡海灣。事故造成班機上6名機組員與32名乘客全數罹難。
- 1973年6月6日晚上，休斯西部航空706號班機（麥道DC-9型），在由洛杉磯飛往鹽湖城的航線上，於起飛9分鐘後，在聖蓋博山上空，遭美國海軍陸戰隊F-4幽靈II戰機撞擊。該事故造成民航機上44名乘與5名機組員，軍機上1名飛行員罹難，另一名生還。
- 1974年8月6日，在第二航廈泛美航空櫃檯附近，發生炸彈爆炸事件，2人在事件中喪生，17人受到輕重傷。
- 1978年3月1日，一架大陸航空麥道DC-10前往夏威夷檀香山的班機，於起飛時，兩個機輪相繼爆胎，隨即滑出跑道。第3個機輪也在左側起落架坍塌時爆胎，此時油箱破裂，燃油外洩，隨後機身中段陷入大火。在緊急疏散的過程中，一對夫婦在經由機翼逃生門逃離機艙時，直接掉入大火喪生。2名受傷的乘客於事件3個月後也相繼死亡，其餘74名乘客與11名救災的消防員則受到輕重傷。
- 1978年9月25日上午，太平洋西南航空182號班機，在薩克拉門托-洛杉磯-聖地牙哥的航線上（Sacramento—Los Angeles International Airport-Lindbergh Field），與一架正在近場降落聖地牙哥機場的4座位塞斯納C-172訓練飛機，發生空中撞擊事故。兩架班機均墜毀在聖地牙哥的North Park區，太平洋西南航空班機上135名乘客，訓練機上2名人員與地面上7名人員喪生。
- 1979年3月10日晚上， 一架SwiftAire航空235次計劃飛前往Santa Maria的班機（雙引擎螺旋槳Aerospatiale Nord 262A-33型），在由洛杉磯機場起飛後，因引擎故障，迫降於聖塔莫尼卡海灣中。機長，副機長與一名女性乘客，因迫降後逃生不及，溺斃於海灣。其餘一名女性機組員與3名乘客被在附近的船隻救起。
- 1979年5月25日下午，美國航空191号班機，一架計劃由芝加哥歐海爾國際機場飛往洛杉磯的麥道DC-10客機，左側發動機於起飛時脫落，隨後班機墜毀。機上271名乘客與機組員，兩名地面上的人員罹難。
- 1985年8月2日上午，達美航空191號班機，一架洛克希德L-1011三星式客機，在執行由佛羅里達羅德岱堡經德州達拉斯，飛往洛杉磯的途中，於降落達拉斯-沃斯堡國際機場時墜毀，機上共有167名乘客，136人罹難。
- 1986年8月31日，墨西哥国际航空498号班机，一架麦道DC-9-31由墨西哥城飛往洛杉磯，在从空中下降准备降落洛杉磯国际机场時，和一架派珀PA-28切诺基私人机相撞。切诺基撞毀了DC-9的垂直尾翼，连带水平尾翼一起脱落。隨後498號班機墜毀在塞里托斯住宅区中。498號班機上64乘客全數罹難，地面則有15人喪生，5棟民宅被全毀，7棟半毀。在小型螺旋槳機上的3名乘客於撞擊時喪生，小型螺旋槳機墜毀在附近的一個校園中，所幸沒有造成地面人員傷亡。因為此事件，美国聯邦航空局通令所有的商用客機必須加裝空中防撞系统（TCAS）。
- 1987年12月7日，太平洋西南航空1771号班机（BAe 146-200型），由洛杉磯機場飛往舊金山國際機場的途中，墜毀在圣路易斯-奥比斯波縣的Cayucos市附近，機上43人全數罹難。該事件起因為一名全美航空的前員工David Burke，帶槍搭上該班機，於機上射殺了他的前主管Raymond Thomson與兩名機師造成。David Burke隨後飲彈自盡。在之前David Burke因涉嫌挪用美金68元的公共基金，而遭全美航空解僱。之後David Burke曾企圖向其前主管Raymond Thomson要求復職，但並未成功，心生報復之念。因為知道前主管，常常搭乘1771班機往來工作地洛杉磯機場與居住地舊金山，遂購買了同班機的機票，並利用了舊的全美航空員工識別證，成功地帶槍繞過安全檢查站，在機上射殺三人，造成慘劇。在此之後，航空空司的員工與機組員一律必須通過機場安全檢查，不再允許用員工證免除安檢。
- 1991年2月1日，洛杉矶国际机场发生跑道入侵空难。全美航空1493號班機（波音737-300客機），在降落洛杉磯機場的24L跑道時，與當時在同一条跑道等待起飞的天西航空5569號班機（费尔柴尔德梅得罗III客機）相撞。事件造成5569號班機上全部12名人員，與1493號班機上23名人員罹難。
- 1999年10月31日，一架經紐約約翰甘迺迪機場，往來洛杉磯與開羅的埃及航空990号班机，在約翰甘迺迪機場起飛後不久，墜毀在大西洋中，機上217名人員無一生還。
- 2000年1月31日下午，一架由墨西哥飛往舊金山與西雅圖阿拉斯加航空261号班机（麥道MD-83型客機），在飛經洛杉磯機場時，因機尾的水平控制翼失靈，請求緊急降落。但在該班機在繞道至洛杉磯前，突然失控墜毀在加州安那卡帕島北方約4.3公里的太平洋中，88人喪生。
- 2001年9月11日，美國發生九一一恐怖襲擊事件。事件當中墜毀的4架班機中，其中有3架是預定飛往洛杉磯機場的班機。該3班機為美國航空11號班機，聯合航空175號班機與美國航空77號班機。
- 2002年7月4日，於洛杉磯機場，一名名叫Hesham Mohamed Hadayet的男子，用槍射殺了在以色列航空公司的票務櫃檯2名以色列人。該名男子雖然不屬於任何恐怖攻擊組織，但其兇殺動機仍是因為美國支持以色列所致。[48]
- 2005年9月21日，一架空中巴士A320由洛杉磯地區Bob Hope機場飛往紐約的捷藍航空292號班機，在起飛後隨即發現前起落架有問題，在經Long Beach機場目視確認後，請求緊急降落在洛杉磯機場。該空中巴士A320客機沒有緊急傾瀉油料的裝置，在空中盤旋了3個多小時消耗燃油，隨後成功迫降在洛杉磯機場，沒有人員傷亡。在盤旋過程中，新聞媒體聞風而至，即時新聞向全國播送。由於捷藍航空所有的客機每個座位均設有個人電視並可收視衛星電視頻道，機上乘客透過電視轉播親眼目睹自己在事件當中。該班機在迫降後鼻輪嚴重受損，由於洛杉磯機場不是捷藍航空的航點，受損的飛機後來委由大陸航空的維修機棚修復。[49][50]
- 2006年7月29日，America West Express航空6008號班機與SkyWest航6037號班機，在洛杉磯機場25號右跑道上差點發生相撞事故，事件中無人受傷。起因為來自鳳凰城的6008號班機在降落在25號左跑道之後，航管員指示該班機駛離跑道，並滑行道，並在25號右跑道前停下來。雖然機師正確地複誦了管制員的指示，但仍意外地將班機開進25號右跑道，在當時，6037號班機正在25號右跑道上正在起飛飛往加州北部Monterey。兩班機在跑道上錯身而過，最近距離僅有15公尺。[51]
- 2007年8月16日，西捷航空900號班機與西北航空180號班機於24號跑道發生跑道侵入事件。當時，900號班機在24號右跑道而180號班機在24號左跑道，事件當時，兩班機最近距離僅有11公尺。兩班機共載有296人，若發生事故，後果不堪設想。針對此一事件，美國國家運輸安全委員會已經展開調查。[52]在同年11月，美國聯邦航空局強調增加洛杉磯機場兩條24號跑道安全間隔的重要性。[53]

## 流行文化
- 基諾·李維（Keanu Reeves）及珊卓·布拉克（Sandra Annette Bullock）於1994年主演的電影《生死時速》（Speed），一輛巴士如果減速至50公里以下，安裝在巴士車底的炸彈將會爆炸。在電影情節中，該巴士在穿過繁忙擁擠的洛杉磯市區交通後，開上高速公路，最後開進洛杉磯機場的跑道繞圈子，等待警方解除圍封。

## 外部連結
- 洛杉磯國際機場 （页面存档备份，存于）
- 洛杉磯國際機場 LAX（英文）
- FAA机场平面图 (PDF)（自2025-08-07起）
- 关于此机场的资源：
  - AirNav KLAX机场信息
  - ASN LAX机场事故历史
  - FlightAware 机场信息及实时航班追踪
  - NOAA/NWS 最新及前三天的气象观测信息
  - SkyVector KLAX机场航图
  - FAA 当前LAX机场航班延误情况